# Entraygues-sur-Truyère
Entraygues-sur-Truyère (Entraigas in occitano) è un comune francese di 1 275 abitanti situato nel dipartimento dell'Aveyron nella regione dell'Occitania.
Sorge sul fiume Truyère, attraversato dal medievale ponte sulla Truyère.

## Società

### Evoluzione demografica
Abitanti censiti